# Burrotaxi

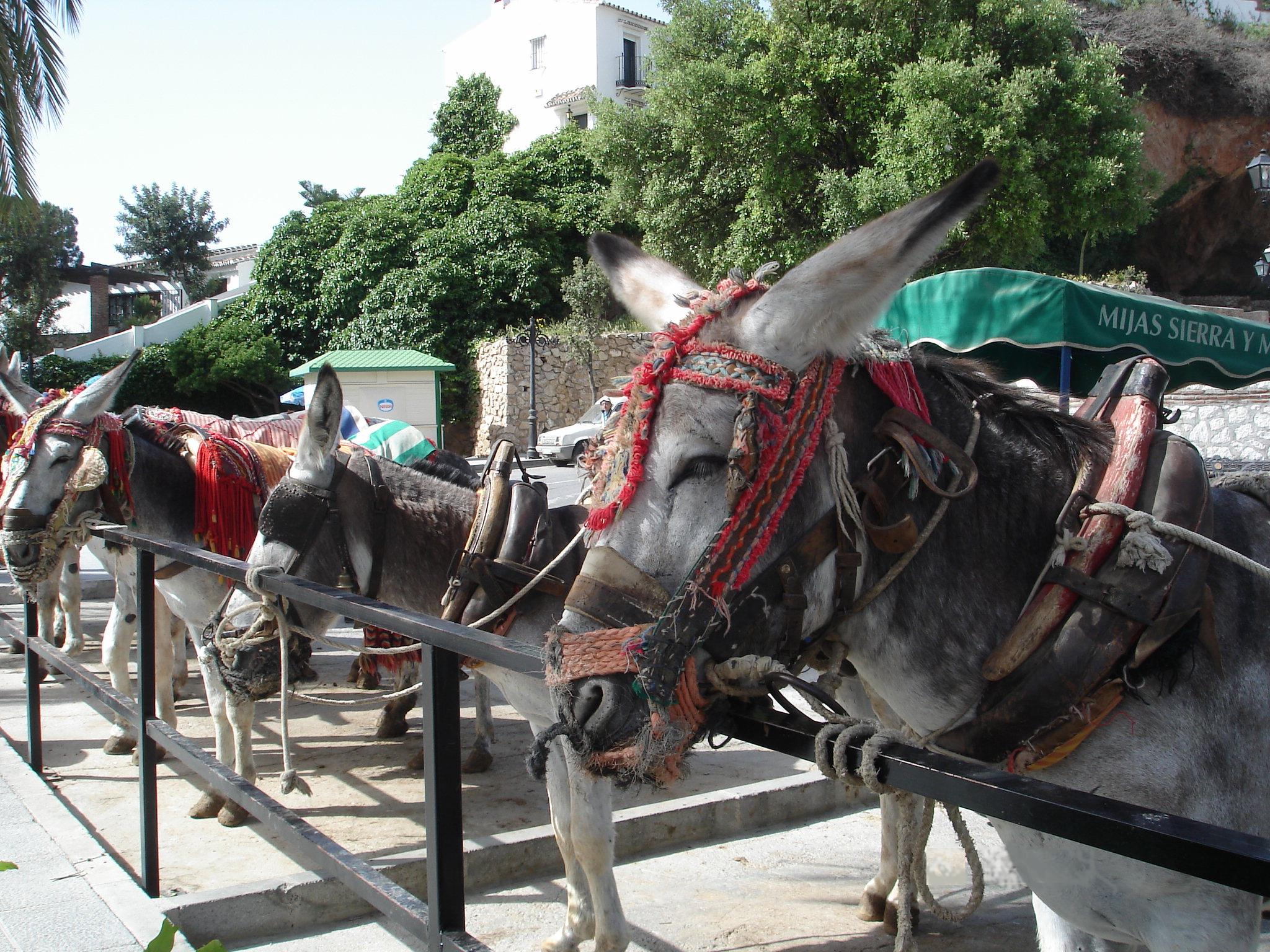
Burrotaxi típico de Mijas.

El burrotaxi es un transporte utilizado en el municipio de Mijas, (Málaga, España) a lomos de un burro (Equus africanus asinus) que hace rutas turísticas por la localidad.

## Historia
En Mijas, a comienzos de los años 60, algunos trabajadores que regresaban a sus casas en burro, eran requeridos por los visitantes para fotografiarse o dar una vuelta. Casi siempre, las propinas superaban a sus salarios. Surgió, así, un oficio más.
Hoy, los burrotaxis, toda una institución mijeña y uno de sus principales atractivos turísticos, ascienden a 60, y han obligado al Ayuntamiento a construir un aparcamiento especial para ellos.